# Gränsleden
Der Gränsleden (lulesamisch Rádjebálges, norwegisch Grenseleden) oder deutsch „Grenzweg“ ist ein markierter Wanderweg durch das schwedische und norwegische Fjäll (norw. Fjell). Er führt ca. 62 km von Ritsem (Gemeinde Gällivare in Schweden) nach Sørfjorden (Gemeinde Hamarøy in Norwegen). Angelegt wurde der Weg 2007 und im Jahr 2010 verlängert.

## Geschichte
Der Gränsleden ist ein alter Pfad zwischen Sørfjorden in Norwegen und dem Akkajaure in Schweden. Die in der Gegend ansässigen Samen benutzten den Weg bis in die 1920er/1930er Jahre, als die Rentierwanderungen durch die Schließung der Grenze beendet wurden und sie festere Sommerlager bezogen.
Im Zweiten Weltkrieg nutzten norwegische Flüchtlinge den Weg, um nach Schweden zu gelangen. Daher findet man noch heute alte deutsche Befestigungsanlagen in der Nähe des Weges.
Nach Kriegsende wurde der Weg nur noch wenig genutzt und geriet in Vergessenheit.
Im Rahmen eines Projekts des Regionalen Entwicklungsfonds der EU wurde der Weg 2007 bis 2010 in Zusammenarbeit mit der Samensiedlung Sörkaitum wiederbelebt: es wurden neue Wegmarkierungen und Wegweiser installiert, Windschutzhütten und Brücken über die größeren Wasserläufe gebaut sowie Toiletten und Brennholzlager angelegt. Auf norwegischer Seite finden sich auch Übernachtungshütten.

## Verlauf

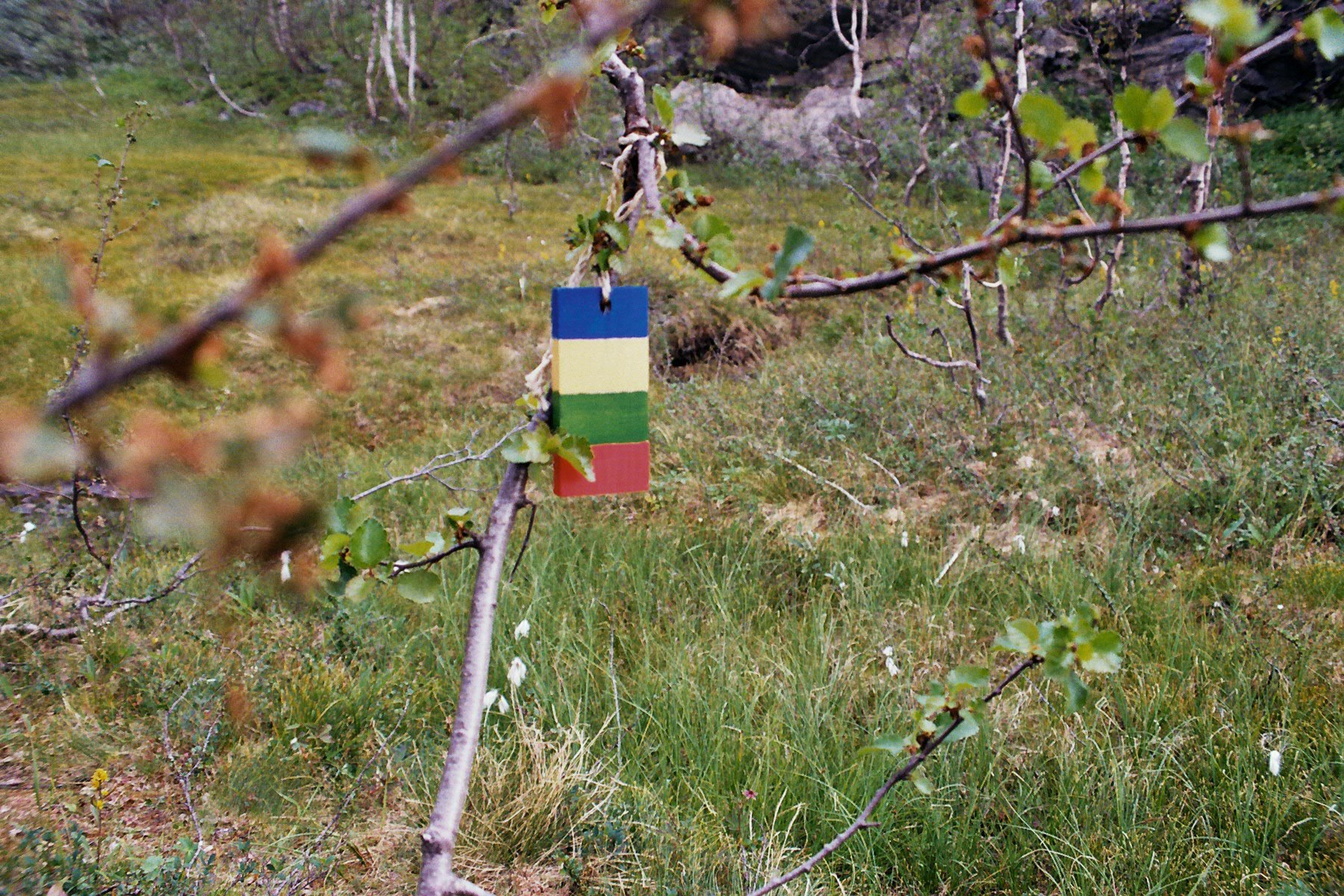
Wegmarkierung an einem Baum

Der Weg verläuft zwischen Ritsem und Sørfjorden.
Markiert ist der Weg im baumlosen Kalfjäll mit roten Steinmännchen, in Waldgebieten durch an Bäumen hängenden Holzklötze in den traditionellen sämischen Farben blau, gelb, grün und rot. Weiterhin sind die Bäume entlang des Wegs durch rote Farbmarkierungen gekennzeichnet. Auf der Fjällkarta BD7 ist der Weg mit allen Schutz- und Übernachtungshütten ab der Auflage von 2012 ebenfalls eingezeichnet.
Der Verlauf im Einzelnen:
- Sørfjorden (Windschutz, Bootsanschluss nach Kjøpsvik)
- Brynvatnet (Hütte) ← 4 km
- Kjeringvatnet (Hütte) ← 3 km
- Krokvatnet (Hütte) ← 5 km
- Røysvatnet (Windschutz, Touristenhütte Røysvatnet in 1,7 km Entfernung am Nordkalottleden) ← 10 km
- Grenzstein Nr. 251 ← 1,3 km
- Kreuzung Nordkalottleden ← 0,7 km
- Sårgå (Windschutz) ← 3 km
- Gálavárddo (Windschutz) ← 9 km
- Väständan Akkajaure (Windschutz, Bootsanschluss nach Ritsem) ← 6 km
- Sievgok (Windschutz) ← 12 km
- Ritsem (Fjällstation) ← 8 km

Am Grenzstein Nr. 251 überquert der Weg die Grenze zwischen Schweden und Norwegen.
Der gesamte Weg ist rund 62 km lang. Alternativ kann man die Wanderung auch am Westende des Akkajaure beginnen/beenden; dieser verkürzte Weg ist dann etwa 42 km lang.
Von bzw. nach Sørfjorden gelangt man über den Sørfjord bzw. den Indre Tysfjord mit dem Boot nach/von Kjøpsvik. Diese Bootsverbindung besteht (Stand August 2011) nicht regelmäßig.
Ein Bootstransfer nach/ab dem Westufer des Akkajaure von/nach Ritsem müsste ebenfalls im Voraus gebucht werden.
Ritsem bietet Anschluss an die bekannten schwedischen Fernwanderwege Padjelantaleden (über eine Bootsverbindung nach Akka) und Kungsleden (über eine Busverbindung nach Vakkotavaare).